# 土城 (莫斯科)
土城（俄语：Земляно́й го́род）是俄羅斯首都莫斯科的中心歷史城區的外圍，被莫斯科河分為南北兩部份。北部位於白城以外，南部隔莫斯科河與克里姆林宮和基泰格羅德相望。
土城因由土牆和護城河組成而得名，是於1593年修築於由義大利建築師新類思所興建的白城護城河以外，最初是以木搭成，築有34座塔。大混亂時期入侵的波蘭軍隊燒燬了城牆，至阿列克謝·羅曼諾夫時期重建，並修築了57座塔、11道城門。
1783年城牆拆除完成，至1934年城門也全部拆除。土城外圍即現今的花園環路。
55°45′N 37°37′E / 55.75°N 37.62°E